# Euphorbia furcillata
Euphorbia furcillata är en törelväxtart som beskrevs av Carl Sigismund Kunth. Euphorbia furcillata ingår i släktet törlar, och familjen törelväxter. Inga underarter finns listade i Catalogue of Life.